# منطقة رأس العين
منطقة رأس العين منطقة سورية إدارية تتبع محافظة الحسكة الشماليّة الشرقيّة مركزها مدينة رأس العين، بلغ تعداد سكان المنطقة 177,150 نسمة حسب التعداد السكاني لعام 2004.

## نواحي منطقة رأس العين
- ناحية مركز رأس العين
- ناحية الدرباسية
- ناحية أبو راسين